# Зубов, Игорь Николаевич
Зубов Игорь Николаевич (род. 22 июля 1956, Москва, СССР) — советский и российский деятель органов внутренних дел. Статс-секретарь — заместитель министра внутренних дел Российской Федерации с 14 июня 2012. Заместитель министра внутренних дел Российской Федерации (1 июля 1999 — 27 марта 2001). Генерал-полковник милиции (1999). Действительный государственный советник Российской Федерации 1-го класса (2013).

## Биография
Родился 22 июля 1956 в Москве.

### Служба в органах МВД
В органах внутренних дел с 1973. В 1977 окончил с отличием Омскую высшую школу милиции МВД СССР по специальности «правоведение». В 1980 окончил Академию МВД СССР.
Проходил службу в органах внутренних дел на разных должностях. В 1995 являлся заместителем начальника ВНИИ МВД России. С 1997 — заместитель начальника Главного штаба МВД России; с 1998 — начальник Главного организационно-инспекторского управления МВД России.
С 1 июля 1999 по 27 марта 2001 — заместитель министра внутренних дел Российской Федерации. Был назначен на должность сразу после того, как министром внутренних дел стал Владимир Рушайло. Подал заявление об освобождении от должности немедленно после того, как появилась информация о замене Рушайло на должности министра внутренних дел на Бориса Грызлова. Соответствующий указ Президента России был подписан 27 марта 2001, а Рушайло сняли с поста министра на следующий день.
В сентябре 2001 был уволен из органов внутренних дел.
Участник боевых действий на Северном Кавказе.

### После милицейской службы
С ноября 2001 был президентом ОАО «Регион», входившего в АФК «Система». С 2002 по июль 2003 — вице-президент акционерной финансовой корпорации АФК «Система» (одна из крупнейших групп в России, владеет пакетами акций МТС, МГТС, «Интурист» и многих других компаний).
С июля 2003 по апрель 2005 — председатель правления учрежденной Правительством Москвы Некоммерческой организации «Межрегиональный фонд президентских программ».
В 2003 неудачно баллотировался в губернаторы Тверской области (проиграл во втором туре Дмитрию Зеленину, набрав 33,85 % голосов).
В 2007—2011 являлся депутатом Законодательного Собрания Тверской области 4-го созыва. Избирался от блока «Народная воля» Сергея Бабурина. В Законодательном Собрании работал членом постоянного комитета по социальной политике.

### Возвращение в МВД
С 2011 — преподаватель Московского университета МВД России, профессор кафедры конституционного и муниципального права.
Вернулся в МВД через месяц после того, как министром стал Владимир Колокольцев. С 16 июня 2012 — статс-секретарь — заместитель министра внутренних дел Российской Федерации. При этом остался гражданским государственным служащим, на специальной службе в органах внутренних дел восстановлен не был.
Член Морской коллегии при Правительстве Российской Федерации. Председатель координационного совета руководителей компетентных органов по противодействию незаконному обороту наркотиков (КСОПН) государств-членов Организации Договора о коллективной безопасности с ноября 2016.
Доктор юридических наук (тема диссертации «Государственно-правовые и организационные проблемы функционирования и развития МВД России»). Автор свыше 100 научных публикаций по вопросам оперативно-розыскной и административной деятельности органов внутренних дел, управления в социальных и экономических системах, конституционного и муниципального права. Член Союза журналистов России. Член Координационного совета Российского союза юристов. Член Общественного объединения "Антикриминальное содружество «Родина». Вице-президент Международной ассоциации полицейских. Вице-президент Союза юристов России. Член-корреспондент скандально известной Академии проблем обороны, безопасности и правопорядка; а также Международной академии бизнеса и Международной академии космонавтики. Председатель правления Общественного объединения «Региональный фонд содействия развитию правоохранительных органов».

## Звания и классные чины
- Генерал-полковник милиции (1999)
- Действительный государственный советник Российской Федерации 1-го класса (2013)[5]

## Семья
Женат, имеет двоих детей.
Сын Денис Зубов в феврале 2022 года задержан в Самаре правоохранительными органами по подозрению в даче взятки (предполагаемая сумма взятки — 18 миллионов рублей, которую он передал сотруднику УФСБ). 
6 мая 2024 года Кировский районный суд города Самары приговорил Дениса Зубова к 7 годам строгого режима и штрафу 18 миллионов рублей. 

## Награды
Государственные
- Орден Мужества
- Орден Александра Невского (2018)[8]

Ведомственные
- Нагрудный знак «Почётный сотрудник МВД»

## Скандалы
В июне 2003, когда Зубов боролся за пост губернатора Тверской области, в Твери неизвестными из пистолета была обстреляна квартира Игоря Зубова. Никто не пострадал, виновных не нашли. Одни утверждали, что обстрел являлся фальсификацией и «предвыборном шоу», другие — что это угроза врагов генерала.